# Acestrorhynchus heterolepis
Acestrorhynchus heterolepis es una especie de peces de la familia Acestrorhynchidae en el orden de los Characiformes.

## Morfología
Los machos pueden llegar alcanzar los 32,1 cm de longitud total.

## Alimentación
Come peces hueso.

## Hábitat
Es un pez de agua dulce y de clima tropical.

## Distribución geográfica
Se encuentran en América:  cuencas de los ríos  Amazonas, Orinoco y  Negro.